# Hệ thống phóng tên lửa hạng nhẹ

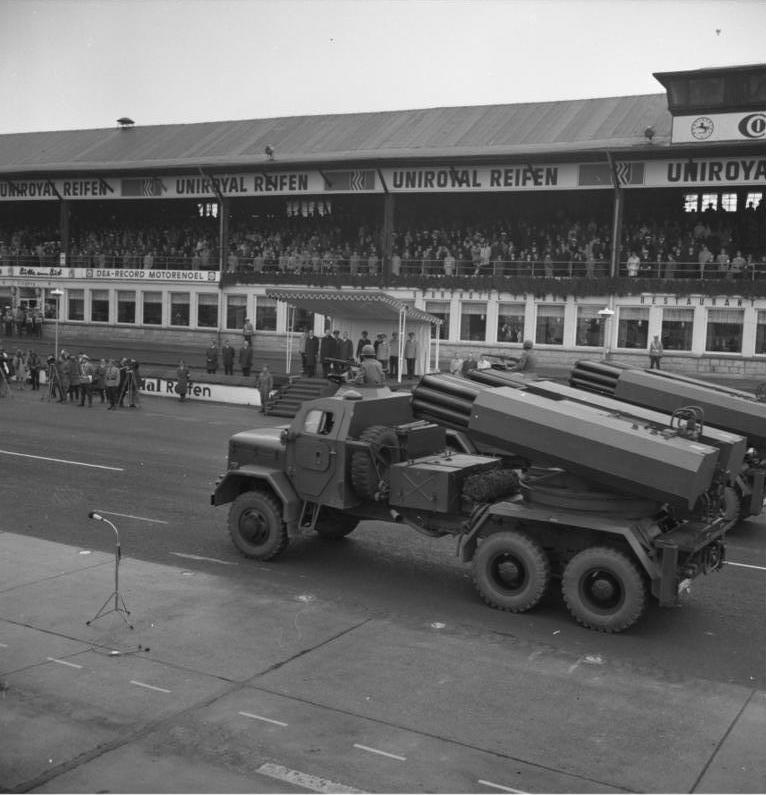
LARS, năm 1969

Hệ thống phóng tên lửa hạng nhẹ(nguyên văn bên tiếng Anh:Light Artillery Rocket System-viết tắt:LARS)là tên một sê-ri hệ thống phóng tên lửa do Tây Đức phát triển.Các loại tên lửa dùng để phóng thường có đường kính khoảng 110 mm.Các hệ thống này được lắp trên xe bọc thép hạng nhẹ Magirus hoặc xe tải MAN 6x6.LARS có thể chứa được hơn 36 quả tên lửa trong hai ống phóng.Nó chính thức hoạt động vào năm 1969 và dừng hoạt động vào năm 1998.LARS sau đó được thay thế bởi hệ thống phóng tên lửa M270 của quân đội Mỹ.